# Inhibice (chemie)
Inhibice je děj, při kterém látka (inhibitor) snižuje rychlost chemické reakce nebo brání jejímu průběhu. Opačným dějem je katalýza, kdy látka (katalyzátor) reakci umožňuje nebo zvyšuje její rychlost.

## Příklady
Přidáváním acetanilidu se zpomaluje rozklad roztoků peroxidu vodíku, kdy se inhibuje reakce 2 H2O2 → 2 H2O + O2, kterou mohou urychlovat zvýšení teploty, působení světla, nebo nečistoty.

## Inhibice katalyzátoru
Inhibitor může snižovat účinnost katalyzátoru (nebiologického katalyzátoru i enzymu). Jestliže je sloučenina dostatečně podobná reaktantu, který by se měl vázat na aktivní místo katalyzátoru, kde probíhá katalýza, tak katalyzátor nemůže kvůli zaplnění tohoto místa plnit svou funkci. Po uvolnění inhibitoru je katalyzátor znovu použitelný.

## Inhibice a otrava katalyzátoru
Jiným jevem je otrava katalyzátoru. U inhibice určitá látka brání katalyzátoru ve funkci, aniž by měnila jeho strukturu, zatímco při otravě katalyzátor projde chemickou reakcí, která je v daném prostředí nevratná (aktivní katalyzátor lze obnovit pouze další, oddělenou, reakcí).

## Inhibitory enzymů
Enzymové inhibitory zamezují tomu, aby metabolismus probíhal daným způsobem a často se používají při výzkumu léčiv za účelem zkoumání jejich interakcí.